# Leslie Caron
  Leslie Caron    (Boulogne-Billancourt, 1 de juliol de 1931) és una actriu i ballarina francesa.

## Biografia

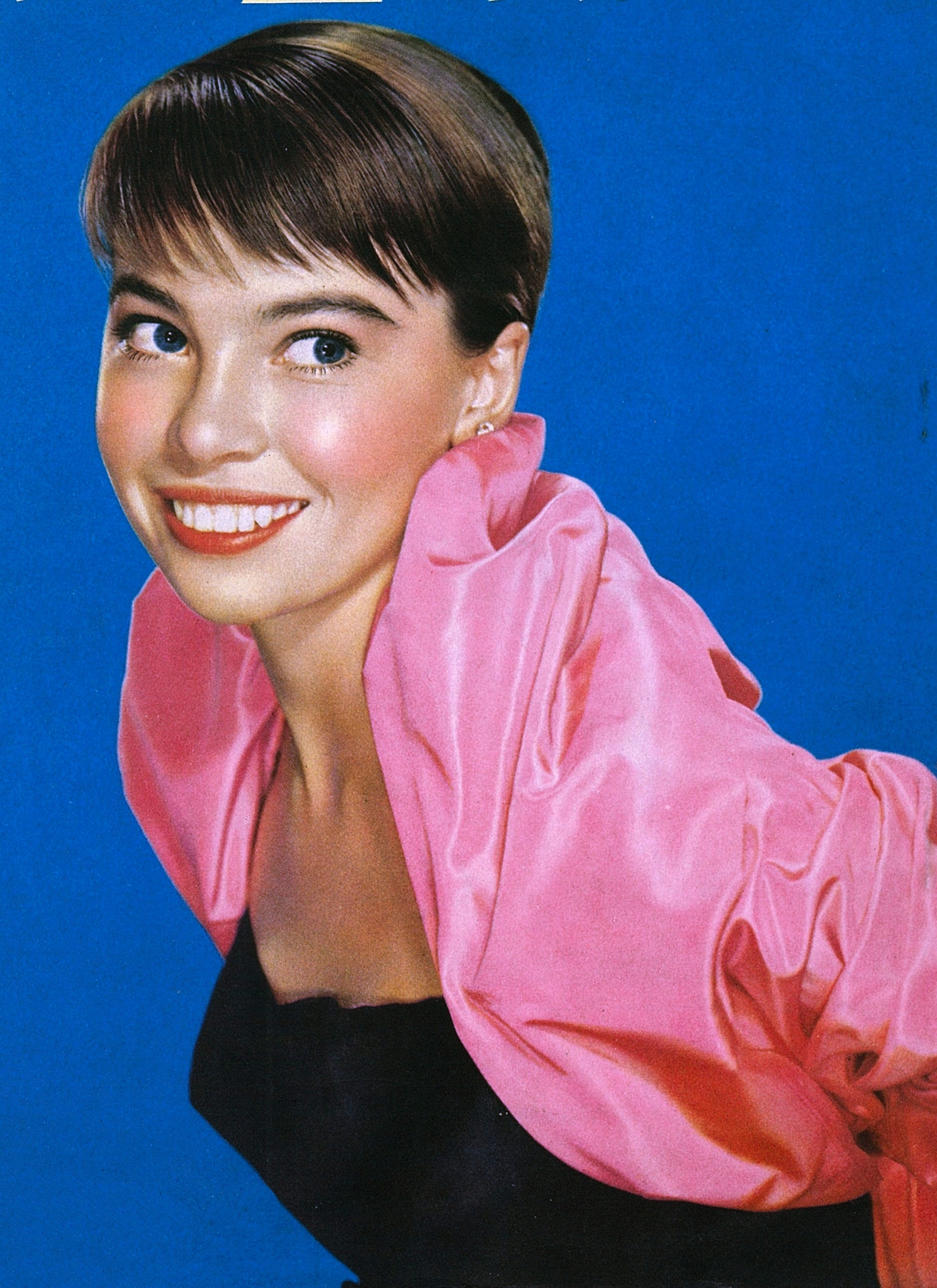
Leslie Caron el 1953

Nascuda de la unió d'un pare francès, Claude Caron, farmacèutic, i d'una mare estatunidenca, Margaret Petit, ballarina a Broadway i filla de Seattle, Leslie Caron comença estudis de ball clàssic a París als 9 anys. Entra als 16 anys a la companyia dels Ballets dels Champs-Élysées de Roland Petit tenint, el 1948, el paper de l'Esfinx en el ballet de David Lichine La Rencontre, on és descoberta per Gene Kelly, que la fa rodar amb ell a Un americà a París, de Vincente Minnelli (1951).
L'enorme èxit de públic i crítica d'aquesta comèdia musical li obre les portes de Hollywood. Amb contracte amb la MGM, hi roda:
- Lili de Charles Walters (1953), on interpreta el paper d'una jove òrfena de 16 anys, a la recerca de feina, que fracassa en un parc d'atraccions i l'imaginari del qual la fa anar amb un mag faldiller Jean-Pierre Aumont i un grup de titellaires entre els quals Mel Ferrer i Kurt Kasznar,
- Daddy Long Legs, de Jean Negulesco, amb una coreografia de Roland Petit,[4] on balla amb Fred Astaire (1954),
- Gigi, basat en la novel·la i la seva adaptació teatral per Colette i Anita Loos, igualment sota la direcció de Minnelli, on coneix Maurice Chevalier i Louis Jourdan (1958). Va ser la mateixa Leslie Caron qui va suggerir al productor cinematogràfic Arthur Freed de fer una pel·lícula a partir de la novel·la.[4]

Després d'una última gran producció americana, Fanny (1961), adaptació de la famosa Trilogia marsellesa de Marcel Pagnol i de la seva versió musical creada a Broadway el 1954, l'actriu apareix en algunes superproduccions, com Paris brûle-t-il?, de René Clement, el 1966, però sobretot en pel·lícules més intimistes o d'autor, com Il padre di famiglia, de l'italià Nanni Loy (1967), Sérail, d'Eduardo de Gregorio (1976), L'home a qui agradaven les dones, de François Truffaut (1977) o La Diagonale du fou, de Richard Dembo (1984).
Copresidenta del jurat de la Berlinale 1989, va optar per establir-se a França després de 40 anys passats a l'estranger per refer el cinema al seu país d'origen, però va rebre poques propostes. Protagonitzà el 2001 Le Chocolat, de Lasse Hallström, al costat de Juliette Binoche. El mateix any, va interpretar Suzanne de Persand a El divorci, de James Ivory. Després va participar en Justícia en acusació, un episodi escrit per a ella de la sèrie de televisió nord-americana New York, unitat especial, i que li va permetre guanyar l’Emmy a la millor actriu convidada en una sèrie dramàtica el 2007.
La seva Estrella sobre el prestigiós passeig de la Fama de Hollywood va ser descoberta el 8 de desembre de 2009 entre les de Gene Kelly i Louis Jourdan.

## Vida personal
Leslie Caron ha estat casada tres vegades, entre les quals amb Michael Laughlin (de 1969 a 1980) i amb Sir Peter Hall, famós escenògraf de teatre britànic amb qui ha tingut dos fills.
Leslie Caron i el seu germà han intentat un procés a l'amant del seu difunt pare per recuperar una part de l'herència, de la qual havien estat privats en frau de la llei francesa, la qual cosa ha donat lloc a una coneguda detenció de dret internacional privat.
Ha creat i ha tingut durant quinze anys un restaurant de cuina tradicional, «La Lucarne aux chouettes», a Villeneuve-sur-Yonne, a la Borgonya, però se'l va vendre el 2010.

## Filmografia parcial

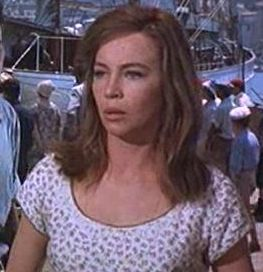
Caron a Fanny de Joshua Logan (1961)

### Televisió
- 1996: The Ring d'Armand Mastroianni: Madame de Saint Marne
- 1999: Jean-Pierre Aumont, charme et fou-rires documental de Patty Villiers: ella mateixa
- 2006: Law and Order: Special Victims Unit, sèrie de televisió, episodi Recall de la Temporada 8: Lorraine Delmas
- 2013: Jo, sèrie, episodi Le Marais

### Cinema
- 1951: Un americà a París, de Vincente Minnelli: Lise Bouvier
- 1951: The Man with a Cloak, de Fletcher Markle: Madeline Minot
- 1952: Glory Alley, de Raoul Walsh: Angela Evans
- 1953: The Story of Three Loves, pel·lícula d'esquetxos, episodi Mademoiselle dirigida per Vincente Minnelli: Mademoiselle
- 1953: Lili, de Charles Walters: Lili
- 1955: The Glass Slipper, de Charles Walters: Ella
- 1955: Daddy Long Legs, de Jean Negulesco: Julie André
- 1956: Gaby, de Curtis Bernhardt: Gaby
- 1958: Gigi, de Vincente Minnelli: Gigi
- 1958: The Doctor's Dilemma, d'Anthony Asquith: Madame Dubedat
- 1959: The Man Who Understood Women, de Nunnally Johnson: Ann Garantier
- 1960: Austerlitz, d'Abel Gance: Élisabeth El Michaud d'Arçon
- 1960: The Subterraneans, de Ranald MacDougall: Mardou Fox
- 1961: Fanny, de Joshua Logan: Fanny
- 1962: Trets en la foscor (Guns of Darkness), d'Anthony Asquith: Claire Jordan
- 1962: L'habitació en forma d'ela (The L-Shaped Room), de Bryan Forbes: Jane Fosset
- 1962: Les Quatre Vérités, pel·lícula d'esquetxos, episodi Les Deux pigeons, dirigida per René Clair: Annie
- 1964: Father Goose, de Ralph Nelson: Catherine Freneau
- 1965: A Very Special Favor, de Michael Gordon: El Doctor Lauren Boullard
- 1965: Promet-li qualsevol cosa (Promise Her Anything), d'Arthur Hiller: Michele O'Brien
- 1965: Paris brûle-t-il ?, de René Clément: Françoise Labé
- 1967: Il padre di famiglia, de Nanni Loy: Paola, la dona de Marco
- 1976: Sérail, d'Eduardo de Gregorio: Céleste
- 1977: L'home a qui agradaven les dones (L'Homme qui aimait les femmes), de François Truffaut: Véra
- 1977: Valentino, de Ken Russell: Alla Nazimova
- 1979: La noia d'or (Goldengirl), de Joseph Sargent: Dr. Sammy Lee
- 1980: Kontrakt, de Krzysztof Zanussi: Penelope
- 1980: Tous vedettes, de Michel Lang: Lucille
- 1983: Imperativ, de Krzysztof Zanussi: la mare
- 1984: La Diagonale du fou, de Richard Dembo: Henia Liebskind
- 1990: Guerriers et Captives, d'Edgardo Cozarinsky: Madame Yvonne
- 1992: Fatale, de Louis Malle: la mare d'Anna Barton
- 1995: Funny bones, les Drôles de Blackpool, de Peter Chelsom: Katie Parker, la mare de Jack
- 1999: From Russia to Hollywood: The 100-Year Odissey of Chekhov and Shdanoff, documental de Frederick Keeve: ella mateixa
- 2000: Le Chocolat, de Lasse Hallström: Madame Audel
- 2003: Le Divorce, de James Ivory: Suzanne de Persand

## Distincions

### Honors
- Juny de 1993: Cavaller de la Legió d'Honor pel President François Mitterrand.
- Febrer de 1998: Orde Nacional del Mèrit per Catherine Trautmann, Ministre de Cultura
- Juny de 2004: Oficial de la Legió d'Honor pel Primer Ministre francès Jean-Pierre Raffarin.
- Desembre de 2012: Gran Medalla Vermella de la Ciutat de París per Bertrand Delanoë.

### Premis
- 1954: BAFTA a la millor actriu britànica per Lili
- 1959: Golden Laurel a la millor intèrpret femenina d'un film musical per Gigí
- 1963: BAFTA a la millor actriu britànica per L'habitació en forma d'ela
- 1964: Globus d'Or a la millor actriu dramàtica per L'habitació en forma d'ela
- 2007: Primetime Emmy a la millor actriu convidada en sèrie dramàtica per Law & Order: Special Victims Unit

### Nominacions
- 1954: Oscar a la millor actriu per Lili
- 1959: Globus d'Or a la millor actriu musical o còmica per Gigí
- 1962: Globus d'Or a la millor actriu dramàtica per Fanny
- 1964: Oscar a la millor actriu per L'habitació en forma d'ela